# 江尻町 (静岡市)
江尻町（えじりちょう）は、静岡市清水区の地名。丁番を持たない単独町名である。住居表示は実施済み。

## 地理
北で宝町、東で江尻東と銀座、南で入江、西で二の丸町に隣接する。
町の南側で巴川に面する。町の南部には「清水銀座」と呼ばれる商店街が広がり、西部には静岡市立清水江尻小学校がある。かつては江尻小学校の周辺に江尻城があった。

## 歴史

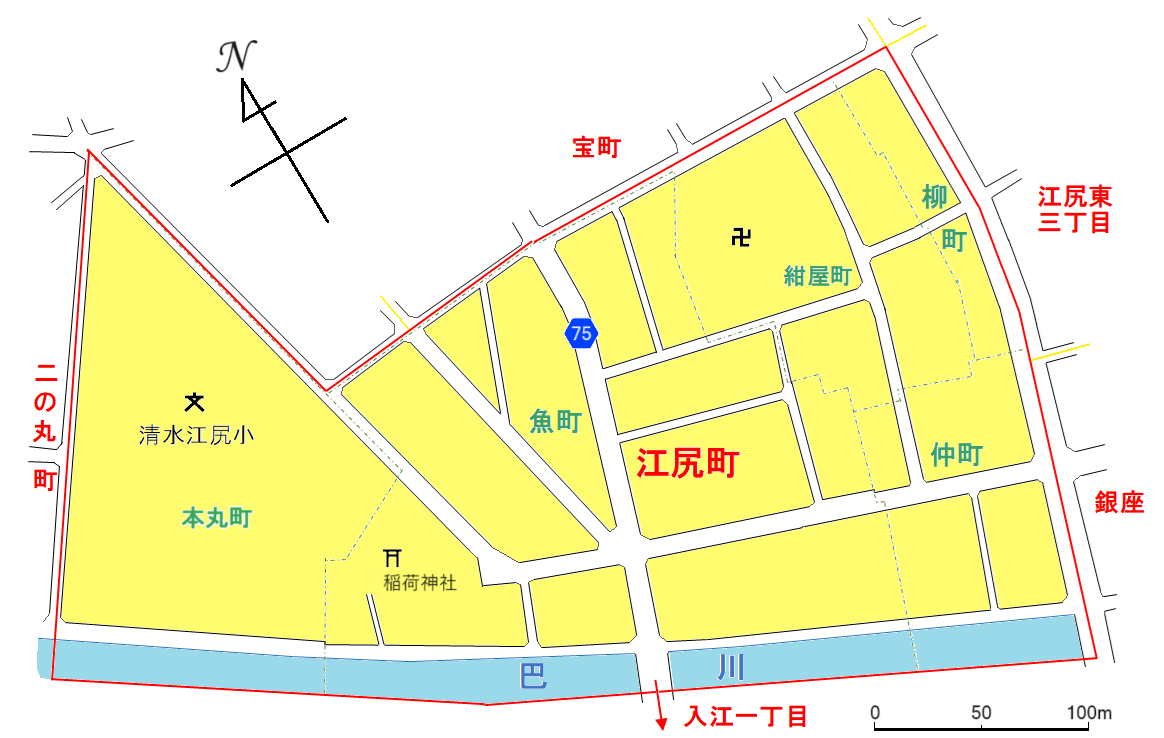
江尻町の、現在の町域と1961年6月-1972年10月までの旧町名を表した地図。
赤線内の黄色の面・・・現在の江尻町の町域 赤字・・・江尻町周辺の現在の町名 黄線・・・現在の町界 黒線・・・公道 緑色の一点鎖線・・・旧町界 緑字・・・旧町名

### 沿革
- 1570年（永禄13年） - 甲斐国の武田氏により江尻城が築城。
- 1924年（大正13年）
  - 1月13日 - 庵原郡にあった辻町と江尻町が安倍郡入江町に編入し、同日に廃止。
  - 2月11日 - 入江町が清水町、不二見村、三保村が合併して清水市が発足。
- 1938年（昭和13年）8月8日
  - 江尻二ノ丸町・江尻小芝町・江尻柳町が江尻の一部より分割・新設。
  - 江尻大和町が江尻・江尻出作・入江の各一部より分割・新設。
  - 江尻本丸町が江尻・入江の各一部より分割・新設。
- 1961年（昭和36年）5月31日
  - 江尻・江尻二ノ丸町・江尻小芝町・江尻本丸町の各一部より魚町が新設される。
  - 江尻の一部より仲町が新設される。
  - 江尻・江尻柳町・江尻小芝町の各一部より柳町が新設される。
  - 江尻・江尻柳町の各一部より紺屋町が新設される。
  - 江尻・江尻本丸町・江尻二ノ丸町の各一部より本丸町が新設される。
- 1972年（昭和47年）11月1日 - 魚町・仲町・柳町・紺屋町・本丸町の各一部より江尻町が新設され、住居表示化。
- 2003年（平成15年）4月1日 - 清水市が静岡市と合併し、改めて静岡市が発足。江尻町は「清水江尻町」に改称。
- 2005年（平成17年）4月1日 - 静岡市が政令指定都市に移行し、旧町域は清水区となる。清水江尻町は「江尻町」に改称。

## 世帯数と人口
2021年（令和3年）9月30日現在の世帯数と人口は以下の通りである。
| 大字   | 世帯数  | 人口  |
| ------ | ------- | ----- |
| 江尻町 | 352世帯 | 709人 |

## 小・中学校の学区
市立小・中学校に通う場合、学区は以下の通りとなる。
| 番・番地等 | 小学校                 | 中学校                 |
| ---------- | ---------------------- | ---------------------- |
| 全域       | 静岡市立清水江尻小学校 | 静岡市立清水第一中学校 |

## 交通

### 鉄道
- 町内に駅はない。最寄駅は東海道本線の清水駅か静岡鉄道静岡清水線の入江岡駅。

### バス
- 町内にバス停はない。

### 道路
- 静岡県道75号清水富士宮線
- 柳宮通り

## 施設
- 静岡市立清水江尻小学校
- 江尻城跡
- 魚町公園
  - 魚町稲荷神社
- 法雲寺